# Готье II де Бриенн
Готье II (фр. Gautier II de Brienne; после 1095 - 1151/1152) — граф де Бриенн с 1114/1125, сеньор де Рамрю. Сын Эрара I де Бриенн и Аликс де Мондидье.

## Биография
В 1126 году после смерти своего дяди по материнской линии Эбля де Рамрю, епископа Шалона (1122—1126) унаследовал сеньорию Рамрю.
В 1143 году вместе с матерью основал в Бриенне аббатство Бассфонтен, после чего неоднократно делал ему денежные и земельные пожертвования.
В 1147 году Готье II отправился во Второй крестовый поход в составе войска Людовика VII. Он умер в Святой земле не ранее 1151, не позднее 1152 года.

## Семья
Готье II был женат 3 раза:
- N
- Эмбелина де Бодемон, дочь Андре Бодемона, сенешаля Шампани (развод до 1147)
- 1147 — Аделаис де Брен.

Дети от второй (или первой и второй) жены:
- Агнесса (1122/25 — не ранее 1191). Мужья: Жак, сеньор де Шасне (ум. 1152/58); Жан, сеньор де Шасне (ум. 1166/1183).
- Ги, граф де Бриенн
- Эсташ, умер молодым.
- Эрар II (ум. 8 февраля 1190/91), граф де Бриенн.
- Эсташ (ум 1166 или позже), возможно — предок сеньоров де Конфлан.
- Андре (погиб в битве под Акрой в октябре 1189), сеньор де Рамрю.
- Жан де Бриенн, аббат Больё.
- Мария, муж (1150/52) — Готье де Фокамберг, шателен де Сент-Омер.
- Эльдива (ум. 1202), муж — Бартелеми, сеньор де Виньори (ум. 1190).